# Ch-25P
Die Ch-25P (russisch Х-25П, NATO-Codename AS-12 Kegler) ist eine russische Antiradarrakete (ARM), die zum Niederhalten der feindlichen Flugabwehr dient. Ihr Suchkopf schaltet auf die Frequenz des gegnerischen Radars auf und nutzt diese, um die Radarstellung zu treffen.

## Entwicklung
Die Entwicklung begann in den frühen 1970er-Jahren im staatlichen Konstruktionsbüro Swesda. Die Ch-25P basiert auf der Ch-25. Das System wurde im Jahre 1978 bei den sowjetischen Luftstreitkräften eingeführt. Die Ch-25P ist das sowjetische Pendant der amerikanischen AGM-45 Shrike.

## Varianten
- Ch-25P: 1. Serienversion. Reichweite 30 km.
- Ch-25PS: 2. Version mit verbesserter Elektronik. Reichweite 40 km.
- Ch-25PM: 3. Version mit neuen PRGS-1WP- oder PRGS-2WP-Suchköpfen. Reichweite 40 km.
- Ch-25PMU: Verbesserte Ch-25PM.
- Ch-27PS: Verbesserte Version ab 1977 mit einem breiteren Bekämpfungsspektrum und vergrößertem Flugkörper. Reichweite 60 km.

## Trägerflugzeuge
- Mikojan-Gurewitsch MiG-27 (NATO-Codename „Flogger“)
- Mikojan-Gurewitsch MiG-29 („Fulcrum“)
- Suchoi Su-17 („Fitter“)
- Suchoi Su-20 („Fitter“)
- Suchoi Su-22 („Fitter“)
- Suchoi Su-24 („Fencer“)
- Suchoi Su-25 („Frogfoot“)